# Benjamin Ziemann

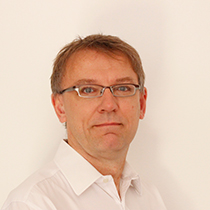
Benjamin Ziemann (2015)

Benjamin Ziemann (* 17. Juli 1964 in Berlin) ist ein deutscher Historiker.

## Leben und Wirken
Benjamin Ziemann absolvierte 1983/1984 eine landwirtschaftliche Ausbildung in Müden/Örtze in der Lüneburger Heide. Von 1984 bis 1991 studierte er Geschichte und Philosophie an der Freien Universität Berlin und war von 1992 bis 1995 Stipendiat des von der Volkswagenstiftung geförderten Graduiertenkollegs zur Sozialgeschichte an der Universität Bielefeld. Dort wurde er 1996 mit der Studie Front und Heimat. Ländliche Kriegserfahrungen im südlichen Bayern 1914–1923 promoviert. Im Jahr 1994 arbeitete er mit einem Stipendium des Historial de la Grande Guerre in Péronne, Frankreich. Von 1996 bis 2004 war er wissenschaftlicher Assistent am Institut für soziale Bewegungen der Ruhr-Universität Bochum. Im Jahr 2000 erhielt er den Rudolf von Bennigsen-Foerder-Preis des Ministeriums für Schule, Weiterbildung und Wissenschaft und Forschung des Landes Nordrhein-Westfalen. Von 2003 bis 2004 forschte er mit einem Feodor-Lynen-Forschungsstipendium der Alexander von Humboldt-Stiftung am Department of History der University of York. 2004 habilitierte er sich mit der Arbeit Katholische Kirche und Sozialwissenschaften 1945–1975 an der Ruhr-Universität Bochum. Ziemann hielt 2005 Vorlesungen an der International University Bremen.
Seit 2005 ist er am Department of History der University of Sheffield tätig, von 2005 bis 2010 als Lecturer und Reader und seit 2011 als Professor für Neuere Deutsche Geschichte. Damit setzt er die von William Carr und Ian Kershaw begründete Spezialisierung auf die neuere deutsche Geschichte fort. Ab 2007 ist er Fellow der Royal Historical Society. 2010/2011 war er Gastprofessor an der Eberhard Karls Universität Tübingen. Seit Oktober 2018 ist er einer der Mitherausgeber der Zeitschrift für Geschichtswissenschaft.
Zu seinen Forschungsschwerpunkten gehören die Friedensforschung, die Sozialgeschichte der Religion, die Militärgeschichte, die Wissenschaftsgeschichte und die Theorie der Geschichte.

## Schriften
Monographien
- Front und Heimat. Ländliche Kriegserfahrungen im südlichen Bayern 1914–1923. Dissertation. Universität Essen 1995/1996. Veränderte Buchausgabe: Klartext, Essen 1997, ISBN 978-3-88474-547-2.
Englisch: War experiences in rural Germany. 1914–1923. Berg, Oxford/New York 2007, ISBN 1-84520-244-9.
- Katholische Kirche und Sozialwissenschaften 1945–1975 (= Kritische Studien zur Geschichtswissenschaft. Band 175). Vandenhoeck & Ruprecht, Göttingen 2007, ISBN 978-3-525-35156-7 (Habilitationsschrift. Universität Bochum, 2004).
Englisch: Encounters with modernity. The Catholic Church in West Germany, 1945–1975. Berghahn, Oxford/New York 2014, ISBN 978-1-78238-344-4.
- Sozialgeschichte der Religion. Von der Reformation bis zur Gegenwart. Campus, Frankfurt am Main 2009, ISBN 978-3-593-38916-5.
- Die Zukunft der Republik? Das Reichsbanner Schwarz-Rot-Gold 1924–1933. Friedrich-Ebert-Stiftung, Archiv der sozialen Demokratie, Bonn 2011, ISBN 978-3-86872-690-9.
- Gewalt im Ersten Weltkrieg. Töten – Überleben – Verweigern. Klartext, Essen 2013, ISBN 978-3-8375-0887-1.
- Contested commemorations. Republican war veterans and Weimar political culture. Cambridge University Press, Cambridge 2013, ISBN 978-1-107-02889-0.
Deutsch: Veteranen der Republik. Kriegserinnerung und demokratische Politik 1918–1933. Dietz, Bonn 2014, ISBN 978-3-8012-4222-0.
- Das Deutsche Kaiserreich 1871–1918. Bundeszentrale für Politische Bildung, Bonn 2016, DNB 1107030447.
- Martin Niemöller. Ein Leben in Opposition. DVA, München 2019, ISBN 978-3-421-04712-0.
- Gesellschaft ohne Zentrum. Deutschland in der differenzierten Moderne. Reclam, Ditzingen 2024, ISBN 978-3-15-011423-0.

Herausgeberschaften
- mit Bernd Ulrich: Frontalltag im Ersten Weltkrieg. Quellen und Dokumente. Fischer, Frankfurt am Main 1994, ISBN 3-596-12544-8.
- mit Thomas Kühne: Was ist Militärgeschichte? (= Krieg in der Geschichte. Band 6). Schöningh, Paderborn u. a. 2000, ISBN 3-506-74475-5.
- mit Bernd Ulrich, Jakob Vogel: Untertan in Uniform. Militär und Militarismus im Kaiserreich, 1871–1914. Fischer, Frankfurt am Main 2001, ISBN 3-596-14903-7.
- Perspektiven der Historischen Friedensforschung. Klartext, Essen 2002, ISBN 3-89861-078-0.
- mit Thomas Mergel: European Political History 1870–1913. Ashgate, Aldershot u. a. 2007, ISBN 978-0-7546-2630-5.
- Peace Movements in Western Europe, Japan and the USA during the Cold War. Klartext, Essen 2008, ISBN 978-3-89861-763-5.
- mit Bernd Ulrich: Frontalltag im Ersten Weltkrieg. Ein historisches Lesebuch. Klartext, Essen 2008, ISBN 978-3-8375-0015-8.
- mit Miriam Dobson: Reading Primary Sources. Routledge, London 2008, ISBN 978-0-415-42956-6.
- mit Kerstin Brückweh, Dirk Schumann, Richard Wetzell: Engineering Society. The Role of the Human and Social Sciences in Modern Societies, 1880–1980. Palgrave, Basingstoke 2012, ISBN 978-1-349-32680-8.
- mit Matthew Grant: Understanding the Imaginary War. Culture, Thought and Nuclear Conflict, 1945–90. Manchester University Press, Manchester 2016, ISBN 978-1-78499-440-2.
- mit Alf Christophersen: Martin Niemöller. Gedanken über den Weg der christlichen Kirche. Gütersloher Verlagshaus, Gütersloh 2019, ISBN 978-3-579-08544-9.
- mit Nadine Rossol: Aufbruch und Abgründe. Das Handbuch der Weimarer Republik. wbg Academic, Darmstadt 2021, ISBN 978-3-534-27375-1.